# Regina Oehler
Regina Oehler-van Gemmeren (* 8. August 1953 in Stuttgart) ist eine deutsche Wissenschaftsjournalistin und Neurobiologin. Sie ist Herausgeberin und Autorin zahlreicher Sachbücher und war von 1985 bis 2019 Redakteurin der Hörfunk-Wissenschaftsredaktion beim Hessischen Rundfunk in Frankfurt am Main.

## Leben
Nach dem Abitur am humanistischen Hölderlin-Gymnasium in Stuttgart studierte Regina Oehler an der Universität Freiburg Psychologie und Biologie. Sie war Stipendiatin der Studienstiftung des deutschen Volkes und schloss ihr Psychologie-Studium bei Lothar Spillmann und Jochen Fahrenberg mit dem Diplom und ihr Biologie-Studium 1982 bei Lothar Spillmann, Burkhart Fischer und Bernhard Hassenstein mit einer Promotion über Perzeptive Feldmessungen beim Rhesusaffen ab.
Als Wissenschaftlerin hat Oehler bereits für ihre Psychologie-Diplomarbeit und für ihre Doktorarbeit am Sonderforschungsbereich 70 („Hirnforschung und Sinnesphysiologie“) der Universität Freiburg geforscht, ferner am Department of Experimental Psychology der University of Oxford. Über ein Stipendium aus dem Förderprogramm Wissenschaftsjournalismus der Robert-Bosch-Stiftung kam sie 1983/84 zum Wissenschaftsjournalismus. Sie schrieb regelmäßig für Die Zeit und für die Süddeutsche Zeitung, bevor sie 1985 die Hörfunk-Wissenschaftsredaktion des Hessischen Rundfunks (hr) – damals im Kulturprogramm hr2 angesiedelt – übernahm. Bis zu ihrer Pensionierung im Jahr 2019 blieb sie Wissenschaftsredakteurin beim hr-Hörfunk, seit 2013 dem Programm hr-info zugeordnet. Zu ihren Aufgaben gehörte die redaktionelle Gestaltung und Moderation der Wissenschafts- und Schulfunk-Sendungen von hr2, später in wachsendem Maße auch die Berichterstattung über aktuelle psychologische und medizinische Themen in anderen Hörfunkprogrammen des hr, Stundengespräche mit Wissenschaftlerinnen und Wissenschaftlern in der Reihe „hr2-Doppelkopf“ sowie die Planung und inhaltliche Gestaltung mehrerer Staffeln des Funkkollegs.
16 Jahre lang hatte sie einen Lehrauftrag für Wissenschaftsjournalismus an der Johannes Gutenberg-Universität Mainz. Als Moderatorin arbeitet sie nebenberuflich u. a. für Universitäten und Stiftungen. Zudem ist sie Mitglied in zahlreichen Jurys, Beiräten und Kuratorien.
Regina Oehler lebt mit ihrer Familie in Frankfurt am Main; sie ist verheiratet und hat zwei erwachsene Kinder. Die Missionarin und Schriftstellerin Elisabeth Oehler-Heimerdinger war ihre Großmutter.

## Ehrungen
2018 wurde Regina Oehler-van Gemmeren (geborene Oehler) mit dem Hessischen Kulturpreis ausgezeichnet.

## Schriften

### Bücher
- Regina Oehler (Hrsg.): Psychische Störungen: Erkennen, verstehen und bewältigen. (hr2 Forum Leib und Seele). Eichborn Verlag, Frankfurt am Main 1998, ISBN 978-3-8218-1482-7.
- Volker Bernius, Peter Kemper, Regina Oehler, Karl-Heinz Wellmann (Hrsg.): Der Aufstand des Ohrs – die neue Lust am Hören. Verlag Vandenhoeck & Ruprecht, Göttingen 2006, ISBN 978-3-525-49095-2.
- Volker Bernius, Peter Kemper, Regina Oehler, Karl-Heinz Wellmann (Hrsg.): Erlebnis Zuhören. Eine Schlüsselkompetenz wiederentdecken. Vandenhoeck & Ruprecht, Göttingen 2007, ISBN 978-3-525-48007-6; Reihe: Edition Zuhören, Band 7.
- Regina Oehler, Volker Bernius, Karl-Heinz Wellmann (Hrsg.): Wer wir sind – und wie wir sein könnten: Funkkolleg Psychologie. Herder Verlag, Freiburg 2008, ISBN 978-3-451-29967-4.
- Regina Oehler, Volker Bernius, Karl-Heinz Wellmann (Hrsg.): Was kann Psychologie? Wer wir sind und wie wir sein könnten. Beltz Verlag, Weinheim 2009, ISBN 978-3-407-47203-8 (als Audio-CD: ISBN 978-3-407-47204-5).
- Karl-Heinz Wellmann, Regina Oehler (Hrsg.): Alles wandert: Migration als Prinzip des Lebens. Jonas Verlag, Marburg 2009, ISBN 978-3-89445-415-9.
- Utz Thimm, Regina Oehler, Karl-Heinz Wellmann (Hrsg.): Wetter im Wandel. Jonas Verlag, Marburg 2010, ISBN 978-3-89445-438-8.
- Karl-Heinz Wellmann, Regina Oehler, Utz Thimm (Hrsg.): Was ist gutes Wetter? Ausgewählte Texte aus dem Funkkolleg Mensch und Klima. Jonas Verlag, Marburg 2011, ISBN 978-3-89445-441-8.
- Regina Oehler (Hrsg.): Gesundheit neu denken. Ein Lesebuch mit Anregungen und Anleitungen. Beltz Verlag, Weinheim 2013, ISBN 978-3-407-85982-2.
- Regina Oehler, Eva Maria Siefert, Karl-Heinz Wellmann (Hrsg.): Gesund leben, gesund bleiben. Von Selbstheilungskräften und den Chancen und Risiken einer modernen Medizin. Beltz Verlag, Weinheim/Basel 2014, ISBN 978-3-407-85999-0.
- Regina Oehler, Julika Tillmanns (Hrsg.): Philosophie: Was geht mich das an? Komplett-Media, Grünwald 2015, ISBN 978-3-8312-0415-1.
- Regina Oehler, Petra Gehring, Volker Mosbrugger (Hrsg.): Biologie und Ethik: Leben als Projekt. E. Schweizerbart´sche Verlagsbuchhandlung, Stuttgart 2017, ISBN 978-3-510-61409-7; Reihe: Senckenberg-Bücher, Nr. 78.
- Regina Oehler (Hrsg.): Biologie und Ethik: Natur im Griff? E. Schweizerbart´sche Verlagsbuchhandlung, Stuttgart 2018, ISBN 978-3-510-61412-7; Reihe: Senckenberg-Bücher, Nr. 81.

## Buchbeiträge (Auswahl)
- Pflanzengenetik, nicht nur Züchtung, auch Rettung der Vielfalt?  In: Horst Krautkrämer (Hrsg.): Ethische Fragen an die modernen Naturwissenschaften. 11 Beiträge einer Sendereihe des Süddeutschen Rundfunks im Herbst 1986. J. Schweitzer Verlag, Frankfurt am Main und München, 1987, ISBN 3-88709-201-5, S. 57–64.
- Kooperation und Kommunikation: Was wir von Geschwistern lernen können. In: Bettina Mähler: Geschwister. Krach und Harmonie im Kinderzimmer: Rowohlt Verlag, Hamburg 1992, ISBN 3-499-1-9316-7, S. 149–155.
- Ist das Gehirn ein Computer? Hirnforschung heute. In: Karl-Heinz Wellmann (Hrsg.): Die Zukunft des Denkens: Von der Psychologie zum Elektronengehirn. Lit Verlag, Münster 2000, ISBN 3-8258-5110-9, S. 15–25.
- Der freie Wille – eine Illusion? Wie Neurobiologen das Bewusstsein erklären. In: Karl-Heinz Wellmann (Hrsg.): Die Zukunft des Denkens: Von der Psychologie zum Elektronengehirn. Lit Verlag, Münster 2000, ISBN 3-8258-5110-9, S. 26–36.
- Ohr heilt mit. Zuhören in Medizin und Psychotherapie. In: Volker Bernius, Peter Kemper, Regina Oehler, Karl-Heinz Wellmann (Hrsg.): Erlebnis Zuhören. Eine Schlüsselkompetenz wiederentdecken. Vandenhoeck & Ruprecht, Göttingen 2007, ISBN 978-3-525-48007-6, S. 202–210.
- Wie viel Selbsterkenntnis ist möglich? In: Regina Oehler, Volker Bernius, Karl-Heinz Wellmann (Hrsg.): Was kann Psychologie? Funkkolleg Psychologie. Beltz Verlag, Weinheim und Basel 2009, ISBN 978-3-407-47203-8, S. 131–140.
- Gott als Hirngespinst? Neurotheologie und Hirnforschung. In: Volker Bernius, Klaus Hofmeister, Peter Kemper (Hrsg.): Religion und Gesellschaft. Zur Aktualität einer unbequemen Beziehung. Verlag der Weltreligionen, Berlin 2010, ISBN 978-3-458-72017-1, S. 136–147.
- Wie verarbeitet das Gehirn Musik? Neurowissenschaftliche Grundlagen. In: Volker Bernius (Hrsg.): Sinfonie des Lebens. Funkkolleg Musik. Schott Music, Mainz 2012, ISBN 978-3-7957-0785-9, S. 22–34.
- Treiben uns die Neurowissenschaften die Freiheit aus? In: Regina Oehler, Julika Tillmanns (Hrsg.): Philosophie. Was geht mich das an? Verlag Komplett Media, München 2015, ISBN 978-3-8312-0415-1, S. 85–99.
- Zählt nur der Eigennutz? Was den Menschen antreibt. In: Judith Kösters, Heike Ließmann, Karl-Heinz Wellmann (Hrsg.): Welt der Wirtschaft. Neue Fragen, einfach erklärt. Campus Verlag, Frankfurt am Main 2016, ISBN 978-3-593-50572-5, S. 122–133.
- Frühe Bindung – was Menschen sicher macht. In: Heike Ließmann, Eberhard Nembach, Henning Steiner, Karl-Heinz Wellmann (Hrsg.): Funkkolleg Sicherheit. Subjektive Ängste – objektive Gefahren. Verlag Königshausen & Neumann, Würzburg 2017, ISBN 978-3-8260-6216-2, S. 209–220.
- Die Crispr-Revolution: wie sich ethische Debatten verändern. In: Regina Oehler (Hrsg.): Biologie und Ethik: Natur im Griff? Die Sendungen des Funkkollegs. Senckenberg-Buch, Frankfurt am Main 2018, ISBN 978-3-510-61412-7, S. 79–89.
- Religion macht stark – Glaube und Psychologie. In: Nicola Deitelhoff et al. (Hrsg.): Mächtige Religion. Begleitbuch zum Funkkolleg Religion – Macht – Politik. Wochenschau Verlag, Frankfurt am Main 2019, ISBN 978-3-7344-0738-3, S. 20–28.

## Belege
1. ↑  Studienstiftung des deutschen Volkes: Jahresbericht 2018, S. 75.
2. ↑  Regina Oehler: Perzeptive Feldmessungen beim Rhesusaffen. Ein Verhaltensexperiment mit dem Westheimer Paradigma. Dissertation, Freiburg (Breisgau) 1982.
 Regina Oehler: Spatial interactions in the rhesus monkey retina: a behavioural study using the Westheimer paradigm. In: Experimental Brain Research. Band 59, 1985, S. 217–225, doi:10.1007/BF00230900.
3. ↑  SFB 70: Hirnforschung und Sinnesphysiologie, 1970–1985. Auf: uni-freiburg.de, zuletzt abgerufen am 2. Mai 2022.
4. ↑  Victor Hugh Perry, Regina Oehler und Alan Cowey: Retinal ganglion cells that project to the dorsal lateral geniculate nucleus in the macaque monkey. In: Neuroscience. Band 12, Nr. 4, 1984, S. 1101–1123, doi:10.1016/0306-4522(84)90006-X.
5. ↑  Robert Bosch Stiftung: Förderprogramm Wissenschaftsjournalismus – Wissenschaftsjournalismus und Wissenschaftskommunikation in Deutschland. Freie Universität Berlin, 1998.
6. ↑  Zelle um Zelle: Wie ein Wurm entsteht. (Memento vom 8. November 2016 im Internet Archive). Im Original publiziert auf zeit.de vom 9. November 1984.
 Ein sechster Sinn im Auge? (Memento vom 11. November 2016 im Internet Archive). Im Original publiziert auf zeit.de vom 30. August 1985.
 Irre menschlich. Was wird aus der Psychiatriereform in der Bundesrepublik, wenn das Bonner „Modellprogramm“ in zwei Monaten ausläuft? (Memento vom 20. Januar 2017 im Internet Archive). Im Original publiziert auf zeit.de vom 1. November 1985.
7. ↑  TU Dortmund: Medien-Doktor Projekt – Die Gutachterinnen und Gutachter. Auf medien-doktor.de, zuletzt abgerufen am 2. Mai 2022.
8. ↑  Konferenz Hamburger Horizonte. 23. November 2018.
9. ↑  Programmplanung 'Wissenswerte', das Forum für Wissenschaftsjournalismus. Zuletzt abgerufen am 2. Mai 2022.
 Ernst Strüngmann Institute for Neuroscience: Consultative Board. Zuletzt abgerufen am 2. Mai 2022. 
 Max Planck Institute for Brain Research: Board of Trustees. Zuletzt abgerufen am 2. Mai 2022.
 Stiftung maecenia für Frauen in Wissenschaft und Kunst: Stiftungsbeirat. Zuletzt abgerufen am 2. Mai 2022.
 TU Dortmund: Recherchestipendien für Medizinjournalisten. Auf: idw-online.de vom 29. Mai 2013.
10. ↑  Kulturpreis 2018: „Seriöser und gut recherchierter Qualitätsjournalismus.“ Auf: hessen.de vom 16. November 2018.

| Personendaten    | Personendaten                                        |
| ---------------- | ---------------------------------------------------- |
| NAME             | Oehler, Regina                                       |
| ALTERNATIVNAMEN  | Oehler-van Gemmeren, Regina (vollständiger Name)     |
| KURZBESCHREIBUNG | deutsche Neurobiologin und Wissenschaftsjournalistin |
| GEBURTSDATUM     | 8. August 1953                                       |
| GEBURTSORT       | Stuttgart                                            |